# Pentax K-S2
Pentax K-S2 — цифровой зеркальный фотоаппарат марки «Пентакс», предназначенный для фотографов-любителей. Первый зеркальный фотоаппарат марки со встроенной поддержкой беспроводных сетей Wi-Fi и первый малоформатный фотоаппарат «Пентакс» с поворотным дисплеем. Обладает редкими для своего класса характеристиками: видоискатель со 100-процентным охватом кадра, сменный фокусировочный экран, минимальная выдержка в 1/6000 секунды, пылевлагозащищённый корпус. Производитель позиционирует K-S2 как самый компактный защищённый фотоаппарат в мире.
Представлен 10 февраля 2015 года в десяти цветовых вариантах. Поступление в продажу запланировано на 6 марта 2015 года.
Вместе с K-S2 представлен новый стандартный объектив, с которым фотоаппарат будет предлагаться в продаже. Это HD Pentax-DA 18-50mm f/4-5.6 DC WR RE, который складывается (втягивается) в нерабочем состоянии. В комплекте с упрощённой версией этого объектива (с литерой L в названии) Pentax K-S2 будет предлагаться за 800 долларов США или 650 фунтов стерлингов.

## Отличия от K-50 и K-S1
Появившийся в конце 2014 года Pentax K-S1 был нацелен на новых покупателей, ранее не снимавших на «Пентакс», и отличался необычным внешним видом с использованием в экстерьере светодиодов, а также упрощённой и облегчённой конструкцией. K-S2, получив аналогичную электронную начинку, сохранил традиционный для фотоаппаратов «Пентакс» пылевлагозащищённый корпус. В целом, K-S2 представляет собой дальнейшее развитие линейки K-30 → K-50 на элементной базе K-S1.
От K-S1 новая модель получила 20-мегапиксельную матрицу с диапазоном чувствительности от 100 до 51.200 ISO, с системой стабилизации и без фильтра нижних частот, вместо которой применена технология сглаживания муара посредством сдвига матрицы. Датчик автофокусировки SAFOX X насчитывает 11 точек, из которых 9 — с повышенной чувствительностью при светосиле 1:2,8 и выше. Для экспозамера используется 77-зонный датчик. Без изменений остались затвор и видоискатель, скорость фотосъёмки и характеристики видео, за исключением того, что в K-S2 встроенный микрофон — стереофонический, а не монофонический, как у K-S1. Поддерживаются карты памяти FLU card.
Корпус у K-S2 пылевлагозащищённый, как и у K-50, при этом K-S2 компактнее K-50 и лишь немногим крупнее, чем K-S1. Несмотря на компактный корпус, K-S2 заметно потяжелел: его масса больше массы K-50 на 28 грамм, K-S1 — на целых 120 грамм.
Максимальная скорость съёмки уменьшилась по сравнению с K-50: 5,4 кадра в секунду вместо 6,0 за счёт увеличения разрешения снимков с 16 до 20 мегапикселов.
От обеих моделей K-S2 отличается поддержкой Wi-Fi с NFC и наличием поворотного экрана. Хотя из-за механизма поворота экрана дизайн задней панели фотоаппарата изменился, в целом расположение органов управления K-S2 мало изменилось по сравнению с K-50.
В отличие от K-50, у K-S2 нет возможности использовать элементы питания AA и нет поддержки проводного пульта дистанционного управления.

## Награды
«Пентакс» K-S2 стал лауреатом премии TIPA (Technical Image Press Association) в номинации «лучший передовой цифровой зеркальный фотоаппарат» (Best Digital SLR Expert, 2015).